# دیوید بوکهلز
دیوید بوکهلز (انگلیسی: David Buchholz؛ زادهٔ ۵ اوت ۱۹۸۴) بازیکن فوتبال اهل آلمان است.
از باشگاه‌هایی که در آن بازی کرده‌است می‌توان به باشگاه فوتبال روت‌وایس اسن اشاره کرد.